# Cantón de Vézénobres
El cantón de Vézénobres era una división administrativa francesa, que estaba situada en el departamento de Gard y la región de Languedoc-Rosellón.

## Composición
El cantón estaba formado por diecisiete comunas:
- Brignon
- Brouzet-lès-Alès
- Castelnau-Valence
- Cruviers-Lascours
- Deaux
- Euzet
- Martignargues
- Monteils
- Ners
- Saint-Césaire-de-Gauzignan
- Saint-Étienne-de-l'Olm
- Saint-Hippolyte-de-Caton
- Saint-Jean-de-Ceyrargues
- Saint-Just-et-Vacquières
- Saint-Maurice-de-Cazevieille
- Seynes
- Vézénobres

## Supresión del cantón de Vézénobres
En aplicación del Decreto n.º 2014-232 de 24 de febrero de 2014, el cantón de Vézénobres fue suprimido el 22 de marzo de 2015 y sus 17 comunas pasaron a formar parte; once del nuevo cantón de Alès-3, tres del nuevo cantón de Alès-2 y tres del nuevo cantón de Quissac.